# Verwaltungsgemeinschaft Großschönau-Hainewalde
Die Verwaltungsgemeinschaft Großschönau-Hainewalde ist eine sächsische Verwaltungsgemeinschaft im Landkreis Görlitz. Sie liegt im Süden des Landkreises und grenzt im Westen und Süden an die Tschechische Republik im Norden Mittelherwigsdorf und Oderwitz sowie im Osten an die Gemeinde Bertsdorf. Der Südteil der Verwaltungsgemeinschaft liegt im Zittauer Gebirge.

## Die Gemeinden mit ihren Ortsteilen
- Großschönau mit den Ortsteilen Großschönau, Neuschönau, Waltersdorf, Herrenwalde, Saalendorf
- Hainewalde